# Peter Greenaway
Peter Greenaway (Newport, Wales, Egyesült Királyság, 1942. április 5. –) filmrendező, a brit független film nagy hatású alakja, jelenleg a svájci European Graduate School professzora.

## Élete
Bár Greeanaway Newportban született, 3 éves korában szülei átköltöztek Essexbe, és ő iskoláit már Londonban végezte. Kezdetben festőnek készült, ám Bergman filmjeinek hatására érdeklődése korán a filmezés felé fordult .
1962-ben elkezdte tanulmányait a Walthamstow College of Art iskolában.
1965-ben csatlakozott a Central Office of Informationhöz, ahol 15 évig rendezett és vágott. Itt készítette első kísérleti filmjeit (Train (1966), Tree (1966)).
1980-ban készítette első nagyjátékfilmjét Balesetek krónikája (The Falls) címmel. Ezt követte talán legismertebb filmje, A rajzoló szerződése (The Draughtsman’s Contract) 1982-ben.
Az 1990-es évek elején tíz opera librettóját írta meg.
Több filmjét is jelölték a Cannes-i fesztiválon, illetve Arany Oroszlán díjra a Velencei Nemzetközi Filmfesztiválon.

## Filmjei
- 1980: Balesetek krónikája (The Falls)
- 1982: A rajzoló szerződése (The Draughtsman’s Contract)
- 1985: Z00 (A Zed & Two Noughts)
- 1987: Az építész hasa (The Belly of an Architect)
- 1988: Számokba fojtva (Drowning by Numbers)
- 1989: A szakács, a tolvaj, a feleség és a szeretője (The Cook, the Thief, His Wife & Her Lover)
- 1991: Prospero könyvei (Prospero’s Books)
- 1993: A maconi gyermek (The Baby of Mâcon)
- 1996: Párnakönyv (The Pillow Book)
- 1999: 8 és 1/2 nő (8½ Women)
- 2003: Tulse Luper bőröndjei I. II. III. (The Tulse Luper Suitcases)
- 2007: Éjjeli őrjárat (Nightwatching)
- 2011: Goltzius and the Pelican Company
- 2015: Eisenstein in Guanajuato

## Fordítás
- Ez a szócikk részben vagy egészben a Peter Greenaway című angol Wikipédia-szócikk ezen változatának fordításán alapul.  Az eredeti cikk szerkesztőit annak laptörténete sorolja fel. Ez a jelzés csupán a megfogalmazás eredetét és a szerzői jogokat jelzi, nem szolgál a cikkben szereplő információk forrásmegjelöléseként.

## Forrás
- Hirsch Tibor: Bosun! Greenaway-jegyzetek; Magyar Filmintézet, Bp., 1991 (Filmkultúra-könyvek)